# Macrozamia cardiacensis
Macrozamia cardiacensis — вид голонасінних рослин класу саговникоподібні (Cycadopsida).
Етимологія: у зв'язку зі зростанням у місцевості, відомій як англ. Cardiac Hill.

## Опис
Рослини без наземного стовбура або деревовиді (рідше), стовбур 0–0.4 м заввишки, 20–40 см діаметром. Листя 10–20 в короні, темно-зелене, глянсове, завдовжки 150—200 см, з 100—140 листових фрагментів; стебло не спірально закручене; черешок завдовжки 30–40 см, прямий, без шипів. Листові фрагменти прості; середні — завдовжки 230—310 мм, 9–11 мм завширшки. Пилкові шишки веретеновиді, 35–40 см завдовжки, 6.5–8 см діаметром. Насіннєві шишки вузько яйцюваті, завдовжки 32–36 см, 11–14 см діаметром. Насіння довгасте, 22–35 мм, 12–20 мм завширшки; саркотеста від оранжевого до червоного кольору.

## Поширення, екологія
Країни поширення: Австралія (Квінсленд). Записаний між 500 і 640 м над рівнем моря. Рослини утворюють великі колонії на стрімких схилах у відкритому лісі, де переважають Eucalyptus acmenoides і Eucalyptus major.

## Загрози та охорона
Загрози цьому виду невідомі. Всі відомі рослини є у англ. Mount Walsh National Park.